# Blue Mountains (Australië)
De Blue Mountains is een gebergte in New South Wales, Australië.
De dichte eucalyptusbossen geven de lucht een blauwe gloed vandaar dat deze bergen de "Blauwe Bergen" genoemd worden.
Het uitzicht over deze Australische bergen met zijn inheemse dieren, diepe ravijnen, watervallen en onontgonnen struikgewas is adembenemend. Deze enorme wildernis behoort tot het werelderfgoed van UNESCO. Meer dan 92 verschillende soorten eucalyptusbomen zijn vertegenwoordigd in Blue Mountains National Park
Een belangrijke rotsformatie is te zien bij Echo Point. Volgens overleveringen van de Aboriginals zijn hier drie zussen (Meehni, Wimlah en Gunnedoo) versteend. De drie uitstekende rotspunten worden dan ook Three Sisters genoemd.
Bezienswaardigheden: Jenolan Caves
Plaatsen:
1. Lapstone
2. Glenbrook
3. Blaxland
4. Warrimoo
5. Valley Heights
6. Springwood
7. Faulconbridge
8. Linden
9. Woodford
10. Hazelbrook
11. Lawson
12. Bullaburra
13. Wentworth Falls
14. Leura
15. Katoomba
16. Medlow Bath
17. Blackheath
18. Mount Victoria
19. Bell
20. Mount Wilson
21. Mount Tomah
22. Bilpin

- Gemeinsame Normdatei: 4088447-8
- Library of Congress Control Number: sh85015079
- Nationale Bibliotheek van Letland: 000342374
- Nationale Bibliotheek van Tsjechië: ge704159
- Nationale Bibliotheek van Israël: 987007282671705171
- Virtual International Authority File: 56144647640138501171

Groot Barrièrerif · Nationaal park Kakadu · Willandramerengebied · Tasmaanse wildernis · Lord Howe-archipel · Gondwanaregenwouden van Australië · Nationaal park Uluṟu–Kata Tjuṯa · Tropisch regenwoud van Queensland · Shark Bay · K'gari (Fraser Island) · Riversleigh/Naracoorte · Heard en McDonaldeilanden · Macquarie-eiland · Greater Blue Mountainsgebied · Nationaal park Purnululu · Royal Exhibition Building en Carlton Gardens · Sydney Opera House · Australische dwangarbeiderskolonies · Ningaloo-kust · Budj Bim-cultuurlandschap